# Буброво
Буброво — деревня в Белозерском районе Вологодской области.
Входит в состав Артюшинского сельского поселения, с точки зрения административно-территориального деления — в Артюшинский сельсовет.
Расстояние по автодороге до районного центра Белозерска составляет 42 км, до центра муниципального образования села Артюшино — 2 км. Ближайшие населённые пункты — Артюшино, Гора, Ульянкино.
Население по данным переписи 2002 года — 23 человека (11 мужчин, 12 женщин). Всё население — русские.